# Goat Simulator
Goat Simulator (с англ. — «Симулятор козла») — видеоигра в жанре симуляторов, разработанная и изданная шведской студией Coffee Stain Studios. Выпущена для пользователей персональных компьютеров через сервис цифровой дистрибуции Steam 1 апреля 2014 года. 11 августа 2015 года игра вышла на PlayStation 3 и PlayStation 4 в Северной Америке, а через день — в Европе. Версия для Nintendo Switch, содержащая базовую игру и все предыдущие дополнения, выпущена 23 января 2019 года.
Coffee Stain Studios сравнивает Goat Simulator с играми про скейтбординг, но в нём персонажем является козёл, стремящийся нанести как можно больший ущерб и разрушить всё, что возможно. Прототип симулятора был придуман во время Game Jam, альфа-версия показана на YouTube и привлекла большое внимание общественности, что побудило разработчиков доделать игру.
Goat Simulator получил неоднозначные отзывы. Некоторые обозреватели хвалили его за юмористический тон, в то время как другие критиковали опору игры на социальные сети, использованные разработчиками для популяризации недоделанного продукта с большим количеством программных ошибок.
Продолжение вышло 17 ноября 2022 года.

## Игровой процесс

Игровой процесс Goat Simulator. Одной из особенностей игры является большое количество специально оставленных программных ошибок

Goat Simulator — игра с видом от третьего лица, когда камера следует за героем, и он виден целиком. Игрок управляет козлом по имени Пилгор, свободно исследующим игровой мир: он может прыгать, бегать, бить, лизать предметы и выполнять другие действия. С помощью языка игрок может перетаскивать предметы. В любой момент персонажа можно заставить упасть или включить замедленный режим. Ряд особенностей окружающей среды позволяет игроку манипулировать козлом, выполняя трюки: отскок от батутов или запуск его в воздух с помощью больших вентиляторов. В игре используется система подсчёта очков, аналогичная играм про скейтбординг, например, как в Tony Hawk’s Pro Skater: выполнение трюков приносит очки, а комбинация действий создаёт множитель. В Goat Simulator нет концовки, игрок волен делать, что хочет, хотя ему даются необязательные к выполнению цели: достижение определённой высоты, выполнение трюков или уничтожение объектов.
Маленькие золотые статуи козлов спрятаны в игровом мире, и если игрок будет их собирать, то ему откроются мутаторы. Каждый из них добавляет стандартному персонажу уникальную механику или что-то изменяет в его внешности. В игровом мире разбросаны различные «пасхальные яйца», например, замок, где Пилгор может стать королём всех козлов. Ведущий разработчик игры Армин Ибрисагич отметил, что сеттинг симулятора является пародией на концепцию чистилища и имеет отсылки к раю и аду, которые позже обнаружили фанаты. Ибрисагич также отметил, что в игру включены некоторые элементы, основанные на событиях, произошедших во время смены власти на Украине в феврале 2014 года.

## Разработка

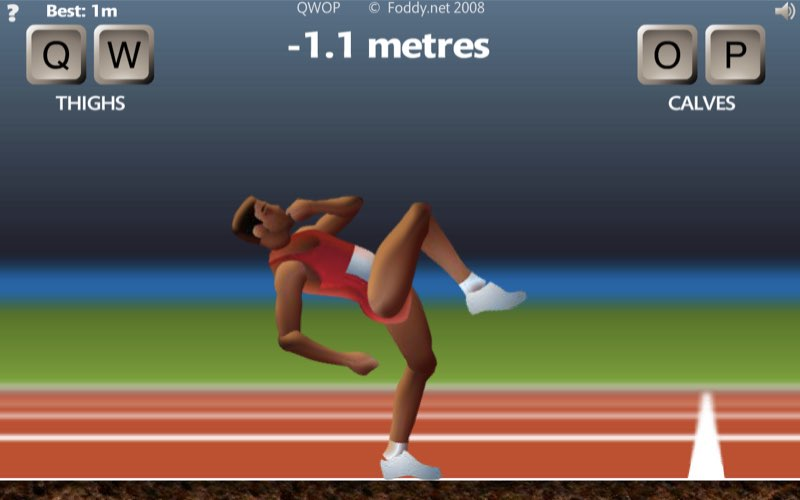
Игровой процесс QWOP. Goat Simulator изначально должна была быть похожа на эту игру, где игрок управляет спортсменом, используя кнопки Q, W, O и P, управляющие отдельными группами мышц ног бегуна

Goat Simulator изначально был шуточным прототипом, придуманным во время внутристудийного Game Jam в январе 2014 года после окончания работы над игрой Sanctum 2. Ведущий разработчик Армин Ибрисагич описал игру как «олдскульную школьную игру про скейтборды (Tony Hawk), за исключением того, что вы не скейтбордист, а козёл, и вместо того, чтобы делать трюки, вы разрушаете вещи». Ибрисагич в шутку попытался убедить своих коллег, что козлы будут привлекать внимание в Интернете почти так же, как коты и кошки. Goat Simulator изначально имитировал QWOP: игрок мог управлять отдельными конечностями козла с помощью различных клавиш на клавиатуре. Эта концепция была отклонена в пользу игрового процесса, более похожего на Tony Hawk’s Pro Skater.
В прототипе использовалась программа PhysX и физический движок Apex с Ragdoll-физикой моделей из Unreal Engine 3. Внутриигровые ассеты были приобретены, а не разработаны Coffee Stain Studios. Оригинальную модель козла студия приобрела менее чем за 20 долларов. Прототип должен был стать пародией на различные другие «странные» игры-симуляторы. Ибрисагич не собирался доводить прототип до полноценной игры, вместо этого он предлагал использовать его для помощи другим разработчикам, чтобы они могли изучать Unreal Engine.
Кадры Goat Simulator в её незаконченном состоянии были размещены на YouTube-канале Coffee Stain, где за два дня набрали более миллиона просмотров и получили положительный отклик. Большое количество просьб закончить игру убедил Coffee Stain доделать её. Команда обсуждала возможность поиска издателя, но решила выпустить игру самостоятельно. Разработчики стремились исправить только те программные ошибки, которые могли привести к аварийному завершению игры, оставив другие, связанные с физическим движком. Ибрисагич считал важным, чтобы Goat Simulator вышел в Steam, но опасался, что Valve не примет игру в свой магазин. Компания положительно отнеслась к проекту и прислала шутливый ответ Coffee Stain, в котором говорилось, что «[менеджер по маркетингу Valve DJ Powers] настолько впечатлён этой игрой, что начал носить на работе костюм козла». Coffee Stain добавили поддержку Steam Workshop, которая позволяет игрокам создавать свои уровни и сценарии. В то время как физический движок позволяет эффектно отображать разрушение игровой среды, разработчики признали, что он плохо работает с многопользовательской игрой. Во время выхода Goat Simulator присутствовал только однопользовательский режим. На завершение версии для Windows ушло всего пару месяцев. Студия решила отдать версии для OS X и Linux на аутсорсинг, а портированием на другие платформы занимался Райан Гордон.
Coffee Stain Studios выпустила Goat Simulator по всему миру 1 апреля 2014 года. Те, кто оформил предварительный заказ на игру на веб-сайте Coffee Stain, получили ранний доступ к ней за три дня до релиза. Официальный трейлер пародировал Dead Island.
3 июня 2014 года было выпущено обновление, в котором, помимо исправления проблем, добавили новые модели козлов, карту и локальный многопользовательский режим для четырёх игроков. 20 ноября 2014 года студия выпустила бесплатное дополнение под названием Goat MMO Simulator, которое добавляет новый игровой режим, пародирующий многопользовательские онлайн-игры, такие как World of Warcraft. Первое платное дополнение под названием GoatZ вышло 7 мая 2015 года. Оно было разработано студией Coffee Stain Gone North Games. Дополнение пародирует игры в жанре survival horror. Само название обыгрывает многопользовательскую модификацию компьютерной игры DayZ, а также интернет-мем goatse.cx. 15 января 2016 года вышло второе платное дополнение-кроссовер Goat Simulator: PAYDAY. В нём можно управлять, подобно тому, как это делается в игре-симуляторе ограбления Payday 2, персонажами: козлом, фламинго, дельфином и верблюдом. Последнее дополнение Goat Simulator: Waste of Space вышло 26 мая 2016 года.
Игра вышла для OS X и Linux 27 июня 2014 года. Koch Media начала распространять игру в розничных магазинах Великобритании и ЕС, начиная с мая 2014 года. Deep Silver стала дистрибьютором Goat Simulator на розничных рынках Северной Америки, начиная с июля 2014 года. 17 апреля 2015 года игра вышла на Xbox 360 и Xbox One. Coffee Stain Studios выпустила симулятор для iOS и Android в сентябре 2014 года. Версии для PlayStation 3 и PlayStation 4 вышли 11 августа 2015 года.
После приобретения Coffee Stain THQ Nordic AB 14 ноября 2018 года было объявлено, что игра выйдет на Nintendo Switch под названием Goat Simulator: GOATY и будет включает в себя все дополнения.

## Коммерческий успех и популярность
Хотя отзывы критиков были неоднозначными, игра стала популярной среди игроков и летсплееров. По состоянию на август 2014 года Coffee Stain Studios сообщила, что было продано почти миллион копий Goat Simulator — это больше, чем у других игр, созданных компанией за предыдущие четыре года. Мобильная версия для систем iOS и Android была загружена 100 000 раз в течение шести дней после запуска. К середине января 2015 года на всех платформах было продано более 2,5 миллионов копий игры. Во время презентации на конференции разработчиков игр 2016 года Армин Ибрисагич сообщил, что Goat Simulator принесла более 12 миллионов долларов по сравнению с Sanctum и Sanctum 2, каждая из которых принесла менее двух миллионов долларов. Генеральный директор Paradox Interactive Фредрик Вестер считает, что им необходимо издавать больше игр, подобных Goat Simulator, пояснив, что «люди устали от взрывов и дабстепа». Летом 2018 года, благодаря уязвимости в защите Steam Web API, стало известно, что точное количество пользователей сервиса Steam, которые играли в игру хотя бы один раз, составляет 4 065 978 человек.
Eurogamer называют Goat Simulator, а также Surgeon Simulator (2013) первыми примерами игр, лишённых какой-либо ценности игрового процесса и созданных с целью привлечения внимания летсплееров.
После успеха Goat Simulator было выпущено несколько игр, пытающихся передать такой же шуточный стиль игры с непредсказуемой физикой, например, Bear Simulator и I Am Bread.

## Отзывы
| Сводный рейтинг       | Сводный рейтинг                                 |
| Агрегатор             | Оценка                                          |
| --------------------- | ----------------------------------------------- |
| GameRankings          | PC: 62,48 % XONE: 52,55 %                       |
| Metacritic            | iOS: 68/100 PC: 62/100 PS4: 58/100 XONE: 53/100 |
| Иноязычные издания    |                                                 |
| Издание               | Оценка                                          |
| Destructoid           | 3/10                                            |
| Eurogamer             | 7/10                                            |
| Game Informer         | 5/10                                            |
| GameRevolution        | [ 43 ]                                          |
| GamesRadar+           | [ 44 ]                                          |
| IGN                   | 8/10                                            |
| PC Gamer (US)         | 30/100                                          |
| TouchArcade           | [ 46 ]                                          |
| Русскоязычные издания |                                                 |
| Издание               | Оценка                                          |
| «Игромания»           | 10,5/10                                         |
| «Канобу»              | 7/10                                            |

Игра получила смешанные отзывы. Некоторые рецензенты хвалят разработчиков за создание юмористической песочницы, другие критикуют их за зависимость игры от социальных медиа и интернет-мемов и популяризацию простой игры с множеством недоработок. 1 апреля, в день выхода игры, в «Игромании» подготовили шуточную рецензию на Goat Simulator, игре было присуждено 10,5 баллов.
Дэн Уайтхед из Eurogamer похвалил Coffee Stain Studios за создание достаточного количества контента для Goat Simulator. Журнал IGN счёл игру «умной интерактивной пародией на всю сломанную игровую физику, которую мы видели в открытых мирах», и, несмотря на краткость игры, это было «чертовски хорошо проведённое время». Тим Тури из Game Informer заявил, что первый час игры забавен, но из-за отсутствия более широких функций он «[не] рекомендует её всем, кто ищет нечто большее, чем одноразовое развлечение». Стив Тилли из Toronto Sun охарактеризовал её как игру, в которой «большинство игроков проведут несколько часов веселья, а затем отложат, чтобы потом вытащить, когда им станет особенно скучно».
Рич Стэнтон из The Guardian очень критически отнёсся к Goat Simulator, отметив, что создатели игры осознают её низкое качество, и заявил, что её продвижение «демонстрирует, как социальные сети и Интернет усиливают наши наклонности к безделью». Энди Келли из PC Gamer также негативно отозвался о симуляторе, назвав его «плохой и скучной игрой».